# Aufzugsverordnung
Die Aufzugsverordnung (12. ProdSV) setzt in Deutschland die europäische Richtlinie 2014/33/EU, zuvor als 12. GSGV die Richtlinie 95/16/EG (Aufzugsrichtlinie), in nationales Recht um. Sie regelt das Inverkehrbringen von neuen Aufzügen.
Voraussetzung für das Inverkehrbringen ist, dass der Montagebetrieb
- den Aufzug mit der CE-Kennzeichnung versieht,
- ein Konformitätserklärung ausstellt,
- die grundlegenden Sicherheitsanforderungen eingehalten hat.

Die Aufzugsverordnung gründet auf § 8 des Produktsicherheitsgesetzes.
Sie ist keine Neufassung der am 1. Januar 2003 außer Kraft getretenen Verordnung über Aufzugsanlagen (Aufzugsverordnung – AufzV), die aufgrund des früheren § 24 der Gewerbeordnung erlassen worden war und deren Bestimmungen überwiegend durch die der Betriebssicherheitsverordnung (BetrSichV) ersetzt worden sind. Die Technischen Regeln für Aufzüge (TRA) gelten gemäß den Übergangsvorschriften in § 27 Abs. 4 BetrSichV  bis zur Überarbeitung als Technische Regeln für Betriebssicherheit (TRBS) weiter.